# Gualosuchus
Gualosuchus is een geslacht van uitgestorven proterochampside archosauriformen uit de Chañares-formatie uit het Midden-Trias van Argentinië. Het type- en de enige soort is Gualosuchus reigi, benoemd door paleontoloog Alfred Romer in 1971.
Het holotype 1964-XI-14-13, een gedeeltelijk skelet met schedel, werd in 1964 gevonden bij de rivier de Gualo, waarnaar de geslachtsnaam verwijst. De soortaanduiding eert Osvaldo Alfredo Reig. In 1989 werd het postcraniaal skelet PVL 4576 toegewezen.